# عباس متین
عباس متین (بندرعباس ۱۳۲۸) نماینده روحانی حوزه انتخابیه بندرعباس، قشم، ابوموسی، حاجی‌آباد و خمیر طی سال‌های ۱۳۶۱ تا ۱۳۶۷ در مجالس اول و دوم بعد از انقلاب ایران از بود.
او در انتخابات میان‌دوره‌ای سال ۱۳۶۱ به جای غلامحسین حقانی نماینده پیشین این شهرستان به مجلس راه یافت که در انفجار هفتم تیر ۱۳۶۰ در دفتر حزب جمهوری اسلامی کشته شده بود.
حجت‌الاسلام متین در حال حاضر رییس دفتر شورای نگهبان در هرمزگان و مسوول نهاد نمایندگی رهبری در دانشگاه آزاد اسلامی استان هرمزگان است.

## میزان آرا
| دوره نمایندگی | میزان آرا | درصد آرا |
| ------------- | --------- | -------- |
| اول           | ۵۴٬۹۱     | ۵۰/۲     |
| دوم           | ۴۳٬۴۳۷    | ۵۷       |

## زندگی‌ شخصی
عباس متین سال ۱۳۲۸ در شهر بندرعباس متولد شد و دوره‌ی تحصیلی‌اش را در دبستان جاوید و دبیرستان ابن‌سینا گذراند. پس از اتمام دوره‌ی متوسطه، برای گذراندن تحصیلات حوزوی به استان یزد رفت، یک سال را در حوزه علمیه شهر یزد مشغول تحصیل شد. سپس به حوزه علمیه شهید بهشتی قم رفت و تا سال‌ها پس از انقلاب آن‌جا به ادامه تحصیل پرداخت.
وی یکی از چهره‌های شاخص‌ مبارزات قبل از انقلاب در استان هرمزگان به شمار می‌رود و پس از انقلاب هم جزو نخستین مسوولان این استان نیز محسوب می‌شود که به عنوان اولین مسوول کمیته انقلاب اسلامی استان، نماینده امام در جهاد سازندگی، مسوول سازمان تبلیغات اسلامی هرمزگان و پس از شهادت حجت‌الاسلام حقانی نماینده مردم بندرعباس به‌عنوان نماینده مردم حوزه مرکزی استان به مدت دو دوره وارد مجلس شورای اسلامی شد.